# دانييلا شرايبر
دانييلا شرايبر (بالألمانية: Daniela Schreiber)‏ (و. 1989  م) هي سبّاحة ألمانية، ولدت في ديساو، شاركت في الألعاب الأولمبية الصيفية 2012.

## روابط خارجية
- دانييلا شرايبر على موقع الاتحاد الدولي للسباحة (الإنجليزية)
- دانييلا شرايبر على موقع SwimRankings.net (الإنجليزية)
- دانييلا شرايبر على موقع اللجنة الأولمبية الدولية (الإنجليزية)
- دانييلا شرايبر على موقع أوليمبيديا (الإنجليزية)
- دانييلا شرايبر على موقع اللجنة الأولمبية الألمانية (الألمانية)